# Vista (politieke partij)
Vista is een kleine Belgische politieke partij. Ideologisch is ze sociaalliberaal en regionalistisch. Ze is actief in delen van Vlaanderen en Brussel.

## Geschiedenis
Vista werd als politieke partij opgericht in op 14 februari 2021. Ze vloeide voort uit Vlinks, een progressief-regionalistische organisatie.
De partij stapte in 2023 samen met Pro, Oxygène en Collectif Citoyen naar de rechter. Ze waren van mening dat de wet op de partijfinanciering de gevestigde partijen onrechtmatig bevoordeelt doordat zij zichzelf onevenredig hoge subsidies zouden toekennen.
In 2024 nam Vista deel aan de regionale, federale en Europese verkiezingen van 9 juni in Vlaanderen en Brussel als lid van Voor U, een kartel met rechts-libertaire partijen als Vrijheid en VolksLiga. Voor U bleef overal onder de kiesdrempel. In augustus 2024 stapte Vista uit Voor U.
Bij de gemeenteraadsverkiezingen van 13 oktober 2024 kwam Vista onder de eigen naam op in Mechelen, Antwerpen (in kartel met Volt) en Brussel (in kartel met Collectif Citoyen). De partij kon in geen van deze steden een zetel bemachtigen. Vista haalde in Mechelen 1% van de stemmen, Vista-Volt in Antwerpen 0,4% en Vista-CollectivCitoyen in Brussel 0,5%. Leden op lokale lijsten in Dilbeek en Merchtem werden evenmin verkozen.

## Standpunten
De partij pleit voor een kleinere overheid, sociale herverdeling, een zakenvriendelijk klimaat en een ecomodernistische benadering van de klimaatcrisis. Ze wil af van de particratie en wil de basisdemocratie versterken. Vista beschouwt Vlaamse onafhankelijkheid niet als een doel op zich.